# Habitatge al carrer Gurb, 75
L'Habitatge al carrer Gurb, 75 és una obra de Vic (Osona) inclosa a l'Inventari del Patrimoni Arquitectònic de Catalunya.

## Descripció
Casa mitgera que consta de planta baixa i dos pisos, l'alçada dels quals i les mides de les obertures disminueix amb l'alçada. És de planta rectangular i coberta a dues vessants. Presenta un eix de composició vertical respecte a l'obertura principal de la planta baixa. Els brancals i llindes de les obertures principals són de pedra. Cal remarcar el portal principal d'arc rebaixat i format per dovelles amb motllura. La finestra principal del primer pis i té un ampit també motllurar. La façana es troba arrebossada i el ràfec és ampli amb colls de biga de fusta.
Aquest edifici ha estat enderrocat, actualment hi ha una construcció nova.

## Història
L'antic camí de Gurb sorgí com la prolongació del carrer de les Neus cap al segle xii, moment en què les masies anaven canviant la seva fesomia a favor de cases mitgeres que seguien el traçat natural del camí. Al segle xv es construir l'església gòtica dels Carmelites prop de l'actual carrer Arquebisbe Alemenay que fou enderrocada el 1655 en convertir la ciutat en plaça fortificada contra els francesos durant la guerra dels Segadors. En els segles XVII-XVIII es va construir l'actual convent i l'església dels Carmelites calçats. Al segle xviii la ciutat experimenta un fort creixement i aquests carrers itinerants es renoven formant part de l'eixample Morató. Al segle xix amb la urbanització de l'Horta d'en Xandri, entre el carrer Gurb i el carrer de Manlleu, també es renova. Actualment el carrer viu una etapa d'estancament i convindria rehabilitar-lo. L'edifici és segurament l'exemple millor conservat del tipus d'edificació de finals del segle xviii del carrer de Gurb. La data del 1785 es podria deduir de les inscripcions de les cases núm.- 49 i 51 de susdit carrer.